# Strandberg
Strandberg är ett svenskt efternamn. Den 31 december 2013 var 6828 personer med efternamnet Strandberg bosatta i Sverige.

## Personer med efternamnet Strandberg
- Agnar Strandberg (1869–1900), jurist, målare, tecknare och grafiker
- Anders Strandberg (1892–1963), sångare, tenor
- Anna Maria Strandberg (1852–1933), operasångerska
- Aurora Strandberg (1826–1850), skådespelare
- Axel Strandberg (1869–1941), svensk jurist

- Bertil Strandberg (1920–2003), militär och politiker
- Bertil Strandberg (konstnär) (1917–1989), målare
- Britt Strandberg (född 1934), längdskidåkare

- C.V.A. Strandberg (1818–1877), författare, journalist och översättare
- Carl Strandberg (1926–2013), domprost och kyrkorättsexpert
- Carl Gustaf Strandberg (1825–1874), jurist och författare
- Carl Henric Strandberg (1780–1865), finländsk präst och författare
- Carlos Strandberg (född 1996), fotbollsspelare
- Charlott Strandberg (född 1962), skådespelare
- Charlotta Strandberg (1831–1913), operasångerska och skådespelare
- Christoffer Strandberg (född 1989), finländsk komiker, skådespelare och radioprogramledare
- Claus Strandberg (1948–2004), dansk skådespelare

- Erik Wilhelm Strandberg (1759–1826), regeringsråd och lagman
- Evabritt Strandberg (född 1943), skådespelare

- Fritiof Strandberg (1906–1988), målare och tecknare
- Fritz Strandberg (1856–1942), skådespelare

- Gabriel Strandberg (1885–1966), målare och tecknare
- Georg Strandberg (1853–1931), bankir
- Gustaf Strandberg (1882–1977), målare, tecknare och skulptör
- Göran Strandberg, flera personer
  - Göran Strandberg (1938-2009), pianist, jazzmusiker, musiklärare och skolledare
  - Göran Strandberg (född 1949), pianist, jazzmusiker, arrangör och kompositör

- Hedvig Strandberg (1842–1931), målare och tecknare
- Henrik Strandberg, rollspels- och datorspelskonstruktör
- Hilma Angered-Strandberg (1855–1927), författare

- Ingela Strandberg (född 1944), poet, författare, journalist och musiker
- Ingrid Strandberg (1902–1995), målare

- James Strandberg (1883–1942), läkare
- Jan Strandberg (född 1967), bangolfspelare
- Jan-Olof Strandberg (1926–2020), skådespelare, regissör och teaterchef
- Jonas Strandberg, flera personer
  - Jonas Strandberg (komiker) (född 1988), ståuppkomiker och poddare
  - Jonas Strandberg (fysiker) (född 1976), partikelfysiker
- Josefine Strandberg (född 1987), skådespelare

- Karl Gustaf Strandberg (1891–1981), målare och tecknare
- Kerstin Strandberg (född 1932), författare och bildkonstnär
- Kerstin Strandberg (1865–1950), författare
- Kjell Strandberg (1938–2024), medicinsk forskare och ämbetsman
- Knut-Olof Strandberg (1902–1981), operasångare

- Lars Strandberg (född 1947), politiker, socialdemokrat
- Lars-Olof Strandberg (1937–2024), militär
- Lars-Olov Strandberg (1929–2018), science-fictionkännare
- Lennart Strandberg (1915–1989), friidrottare (sprinter) och journalist

- Margareta Strandberg (född 1951), tennisspelare
- Mats Strandberg, flera personer
  - Mats Strandberg (författare) (född 1976), författare och krönikör
  - Mats Strandberg (journalist) (född 1944), sportjournalist, komiker och imitatör
- Max Strandberg (1854–1939), sångare och musiker
- May Strandberg (född 1930), tecknare och målare
- Mikael Strandberg, flera personer
  - Mikael Strandberg (skådespelare) (1954–2000), skådespelare, regissör och teaterledare
  - Mikael Strandberg (äventyrare) (född 1962), upptäcktsresande, filmare, författare och föreläsare

- Niklas Strandberg (född 1981), ishockeyspelare
- Nils Strandberg (1923–2015), kemist, grafiker och tecknare
- Nora Strandberg (född 1981), boxare och sportjouirnalist

- Olle Strandberg, flera personer
  - Olle Strandberg (författare) (1910–1956), författare och journalist
  - Olle Strandberg (konstnär och sjöbefäl) (1938–2000)
  - Olle Strandberg (konstnär) (1916–1984), målare och tecknare
  - Olle Strandberg (sångare) (1886–1971), operasångare
- Olof Strandberg (1816–1882), operasångare, tenor

- Paul Reinhold Strandberg (1831–1903), ämbetsman och publicist

- Sara Strandberg (född 1977), partikelfysiker och vänsterpartistisk politiker
- Sebastian Strandberg (född 1992), ishockeyspelare
- Stefan Strandberg (född 1990), norsk fotbollsspelare

- Titti Strandberg (född 1955), äventyrare och föreläsare
- Tomas Strandberg (född 1968), ishockeyspelare
- Tore Strandberg (1896–1957), jurist
- Torkild Strandberg (född 1970), politiker, folkpartist

- Virginie Wilhelmina Strandberg (1854–1912), skådespelare

- Wilhelmina Strandberg (1845–1914), operasångerska

- Zacharias Strandberg (1712–1792), läkare